# Angylocalyx schumannianus
Angylocalyx schumannianus är en ärtväxtart som beskrevs av Paul Hermann Wilhelm Taubert. Angylocalyx schumannianus ingår i släktet Angylocalyx och familjen ärtväxter. Inga underarter finns listade i Catalogue of Life.